# Francesco Profumo
Francesco Profumo (Savona, 3 mei 1953) is een Italiaanse ingenieur, academicus en politicus. Hij was Minister van Onderwijs, Universiteiten en Onderzoek in Italië van 16 november 2011 tot 28 april 2013. Hij is ook de huidige rector van het OPIT - Open Institute of Technology.

## Carrière
Profumo startte zijn carrière in het onderzoekscentrum in Ansaldo bij Genua. In 1985 verhuisde hij naar Turijn als onderzoeker en docent aan de Universiteit van Turijn. In 2003 werd hij benoemd tot decaan van de Ingenieursfaculteit en in 2005 werd hij rector van de universiteit. Op 13 augustus 2011 volgde hij Luciano Maiani op als Voorzitter van het Consiglio Nazionale delle Ricerche. Op vraag van Mario Monti werd hij op 16 november 2011 Minister van Onderwijs, Universiteiten en Onderzoek in het Kabinet-Monti.